# Monteiro
Monteiro es un municipio del estado de Paraíba (Brasil) localizado en la microrregión del Karirí Occidental. 
Con un área de 1009,90 km², Monteiro es el mayor municipio del Estado. Según el censo de 2000, tiene una población de 27 687 habitantes y posee una cuenca hidrográfica formada por un río temporário, el Paraíba, y cuatro represas: Pocinhos, con capacidad para almacenar 5 900 00 m³ de agua; Poções, 29 106 000 m³; São José, 3 000 000 m³; y Cerro, 3 000 000 m³.
De acuerdo con el IBGE (Instituto Brasileño de Geografía y Estadística), en el año de 2006 su población era estimada en 30.807 habitantes. Área territorial de 986 km² (es el mayor municipio del estado).
El municipio está incluido en el área geográfica de cobertura del semiárido brasileño, definida por el Ministerio de la Integración Nacional en 2005. Esta delimitación tiene como criterios el índice pluviométrico, el índice de aridez y el riesgo de sequía.